# Krimpovací kleště

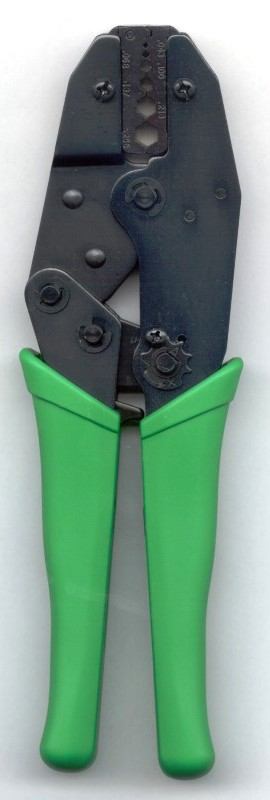
Krimpovací kleště pro koaxiální kabely

Krimpovací kleště (též krimplovací či konektorovací) jsou specializované kleště podobné kombinovaným kleštím, které se používají k nasazování (nalisování) konektorů na konec kabelu (krimpování).
Krimpovací kleště mají čelisti přizpůsobené pro konkrétní typy konektorů. Nejčastější krimpovací kleště jsou kleště na RJ konektory (např. RJ-45) a konektory na koaxiální kabely, např. N, SMA, Faston. Krimpování je poměrně spolehlivá metoda spoje a v mnoha případech jednodušší než pájení. Nakrimpování konektoru je nevratné; konektor nelze bez poškození z kabelu odstranit a znovu použít. Kleště často obsahují mechanický převod pro zvýšení tlaku při krimpování a rohatku, která neumožňuje rozevření kleští před řádným domáčknutím konektoru (z důvodu bezpečnosti obsahují i pojistku, kterou lze tuto rohatku dočasně vyřadit z činnosti).
Název "krimpovací" pochází z anglického pojmenování tohoto nářadí - crimping pliers nebo zkráceně crimpers. Sloveso "to crimp" znamená nařasit, zvlnit, nalisovat a vystihuje podstatu vytvoření spojení: původní kruhový průřez konektoru se nástrojem nařasí (zvlní), čímž dojde ke zmenšení průměru a vytvoření pevného spojení s vloženým kabelem (nalisování konektoru na kabel).